# Naiselesele River
Naiselesele River är ett vattendrag i Fiji.   Det ligger i divisionen Norra divisionen, i den nordöstra delen av landet, 170 km norr om huvudstaden Suva. Naiselesele River ligger på ön Vanua Levu.